# Mikhaïl Alekséiev
Mikhaïl Vassílievitx Alekséiev rus: Михаил Васильевич Алексеев nascut el 3 de novembre (3 de 3) 3 al govern de Tver (Rússia) i mort el 8 d'octubre (25) 25 a Ekaterinodar (Rússia), fou un militar rus. Fou oficial abans i durant la Primera Guerra Mundial i un dels caps dels exèrcits blancs anti-bolxevics durant la guerra civil russa de 1917 a 1918.

## Joventut
El seu pare, Vassili Alekseïev, era capità al 64è regiment de Kazan. Comprometent-se també en la carrera militar, Mikhaïl Alexeyev es va diplomar a l'escola d'infanteria de Moscou, el 1876, i va ser destinat al 64è regiment de Kazan. Participà en la guerra contra Turquia el 1877 durant la qual fou ferit en els combats prop de Pleven. Entrà a l'Acadèmia militar d'Estat Major Nicolau l'any 1890 i a continuació va servir a l'estat-major del 1er cos d'exèrcit estacionat a Sant Petersburg; va servit com a professor d'història militar a l'Acadèmia militar Nicolau de 1898 a 1904.
Durant la guerra russo-japonesa, Alexeyev fou nomenat general d'estat-major del 3è exèrcit de Manxúria l'octubre de 1904. Durant aquesta guerra, rebé una espasa d'or, l'ordre de Sant Estanislau, i l'ordre de Santa Anna. Després de la guerra, fou nomenat al quarter general suprem, tot conservant la seva funció de professor a l'acadèmia.
El 1908 fou nomenat cap d'estat-major de la zona militar de Kíev i el 1912, comandant del 13è cos d'exèrcit.

## Primera Guerra mundial
Al començament de la I Guerra Mundial esdevingué cap d'estat-major del grup sud-oest (reagrupant als tercers, cinquè i vuitè exèrcits) a partir d'agost 1914. Va estar entre els oficials que van llançar l'ofensiva russa a Galítzia. Fou nomenat cap d'Estat-major general de la Stavka l'agost de 1915. En aquesta qualitat va supervisar el 1916 l'enviament del cos expedicionari rus a França.

## Revolució de febrer de 1917
Durant la revolució, Alexeyev va utilitzar la seva influència sobre altres comandants en cap per convèncer el tsar d'abdicar el març de 1917 i de salvar així la monarquia. Alexeyev va conservar la seva plaça de comandant en cap i, a continuació, fou conseller del govern provisional.
Després de la revolució d'Octubre fou un dels fundadors dels organismes contra-revolucionaris cridant a combatre els bolxevics i els alemanys.
Alexeyev va morir d'un problema de cor a Ekaterinodar. En principi fou enterrat a la cripta de la catedral, però el seu cos fou recuperat més tard per la seva família i enterrat una segona vegada a Belgrad, en Serbie, on finalment es va quedar.

## Homenatge
Després de la seva mort el seu nom fou donat a una unitat de voluntaris que s'havia format el desembre de 1917 i que va esdevenir la divisió del general Alexeyev.
A Sibèria un regiment de hússars del ataman Doutov va portar en el seu record el nom del general Alexeyev.
L'agost de 1919 el cuirassat roig Volia, anteriorment Emperador Alexandre III, fou rebatejat General Alexeyev en el seu honor. Serà part de l'esquadra russa blanca i va acabar a Bizerta.
El març de 1920 el tren blindat lleuger Sevastopolets núm. 3 fou rebatejat General Alexeyev. Manat pel coronel Chamov serà destruït el 19 d'octubre de 1920 en el moment de la retirada de les tropes blanques de Crimea.